# Andrei Sakharov Prize
Der Andrei Sakharov Prize der American Physical Society wird seit 2006 alle zwei Jahre vergeben für Verdienste von Wissenschaftlern um die Menschenrechte.
Er ist mit 10.000 Dollar dotiert und nach Andrei Sacharow benannt. Normalerweise wird er an Physiker verliehen, doch andere Wissenschaftler werden auch geehrt.

## Preisträger
- 2006 Juri Fjodorowitsch Orlow
- 2008 Liangying Xu
- 2010 Herman Winick, Joseph Birman, Morris Pripstein
- 2012 Mulugeta Bekele, Richard Wilson
- 2014 Boris Altshuler, Omid Kokabee
- 2016 Zafra Lerman
- 2018 Narges Mohammadi, Ravi Kuchimanchi, Association for India’s Development
- 2020 Ayşe Erzan, Xiaoxing Xi
- 2022 John C. Polanyi
- 2024 Eugene M. Chudnovsky